# Brotogeris versicolurus
Il parrocchetto alicanarino (Brotogeris versicolurus Müller, 1776) è un uccello della famiglia degli Psittacidi.

## Descrizione
È la specie più nota del genere Brotogeris, ha una colorazione generale verde, coda con timoniere centrali allungate, taglia attorno ai 22 cm, ampia banda alare gialla e bianca (negli immaturi il bianco non c'è e il giallo è opaco), becco giallastro, iride bruna, zampe aranciate.

## Distribuzione
Vive nel Brasile sud-orientale, nella Bolivia nord-orientale, in Paraguay e nell'Argentina del nord, con popolazioni piuttosto numerose; in cattività, benché per un certo periodo molto commerciato, non ha avuto grande diffusione e oggi solo pochi allevatori specializzati lo allevano e ne ottengono la riproduzione.

## Biologia
Ha grande adattabilità: è presente nelle foreste primarie, in quelle secondarie, in quelle a galleria e nelle savane; inoltre vive anche nei parchi cittadini e nei giardini del vasto areale. Normalmente in piccoli gruppi, può però formare anche stormi di centinaia di individui, cosa abbastanza comune fuori dal periodo riproduttivo. La riproduzione va da gennaio a luglio, la femmina in genere depone nel cavo di un albero 5 uova incubandole per 26 giorni. I piccoli si involano a circa 8 settimane dalla schiusa.